# 삼성선물
삼성선물(三星先物, 영어: Samsung Futures)은 대한민국의 금융투자회사로, 삼성그룹의 금융 계열사이다.

## 연혁
- 1992년: 11월 국제선물 설립
- 1995년: 8월 삼성그룹 인수
- 1997년: 2월 '삼성선물'로 상호명 변경
- 1998년: 1월 태평로에서 여의도로 본사 이전, 12월 선물 거래업 재정경제부 본허가 획득
- 1999년: 4월 국내 선물 취급 개시
- 2001년: 7월 수익 증권 판매 회사 등록
- 2004년: 3월 해외 선물 중개 업무 재개
- 2004년: 8월 증권업 겸영 허가
- 2008년: 11월 자본시장법 관련 금융위원회 재인가
- 2009년: 12월 여의도에서 태평로로 본사 이전
- 2012년: 8월 투자 자문업 금융위원회 등록
- 2013년: 8월 장외파생상품 중개업 금융위원회 인가
- 2014년: 9월 계열사 삼성증권이 지분 100% 인수
- 2015년: 1월 차영수 대표이사 취임
- 2016년: 12월 태평로에서 생명서초타워로 본사 이전
- 2018년: 3월 방영민 대표이사 취임
- 2019년: 10월 생명서초타워에서 삼성전자 서초사옥으로 본사 이전
- 2020년: 1월 최영준 대표이사 취임
- 2020년: 12월 박번 대표이사 취임
- 2023년: 12월 김선 대표이사 취임

## 같이 보기
- 한국선물거래소